# توماس بارا
توماس بارا (بالإسبانية: Tomás Parra)‏ هو رسام مكسيكي، ولد في 1937.